# Iana Zinkevytch
Iana Zinkevytch (en ukrainien : Яна Вадимівна Зінкевич), née le 2 juillet 1995 à Rivne, est une médecin, activiste et personnalité politique ukrainienne.

## Biographie
Elle a fait ses études de médecine à l'Université médicale d'État de Dnipro. Fondatrice du Bataillon médical des Hospitaliers en 2014, elle fut élue sous l'étiquette Solidarité européenne pour la IXe Rada ukrainienne.

## Hommages
Elle est élue sur la liste des « 100 femmes de 2022 » par la BBC.
Décorée de l'Ordre du Mérite (Ukraine).